# Sognando Las Vegas
Sognando Las Vegas era un programma televisivo italiano, condotto da Luisa Corna con la collaborazione di Max Tortora su Rai 1, per 7 puntate, dal 12 aprile al 24 maggio 2003.
Del programma, che ha utilizzato come set Cinecittà Teatro 5, erano state inizialmente previste 10 puntate, a partire dal 15 marzo, ma l'inizio è stato rinviato per gli elevati costi di produzione. Una volta andata in onda, la trasmissione ha ottenuto ascolti al di sotto delle aspettative.